# Banco do Brasil
Banco do Brasil S.A. (с порт. — «Банк Бразилии»), также известный как Банк Бразилии — национальный банк Бразилии, крупнейший по числу активов в Бразилии и Латинской Америке. Банк был основан королём Португалии Жуаном VI в 1808 году и является старейшим банком Бразилии и одним из старейших банков мира.
Банк является смешанной компанией: 50 % его акций принадлежит федеральному правительству Бразилии, остальные акции банка обращаются на Фондовой бирже Сан-Паулу, а его руководство следует Базельским международным соглашениям о деятельности банков. С 2000 года Banco do Brasil входит в четвёрку наиболее прибыльных банков страны наравне с банками Banco Itaú (в 2008 году вошёл в состав нового банка Itaú Unibanco), Banco Bradesco и Banco Santander Brasil, а также является ведущим банком, занимающимся розничными банковскими услугами.
Штаб-квартира банка расположена в городе Бразилиа. Со 2 января 2019 года президентом Banco do Brasil является Рубем де Фрейта Новаэш (порт. Rubem de Freita Novaes), сменивший Марселу Лабуту (порт. Marcelo Labuto).

## История

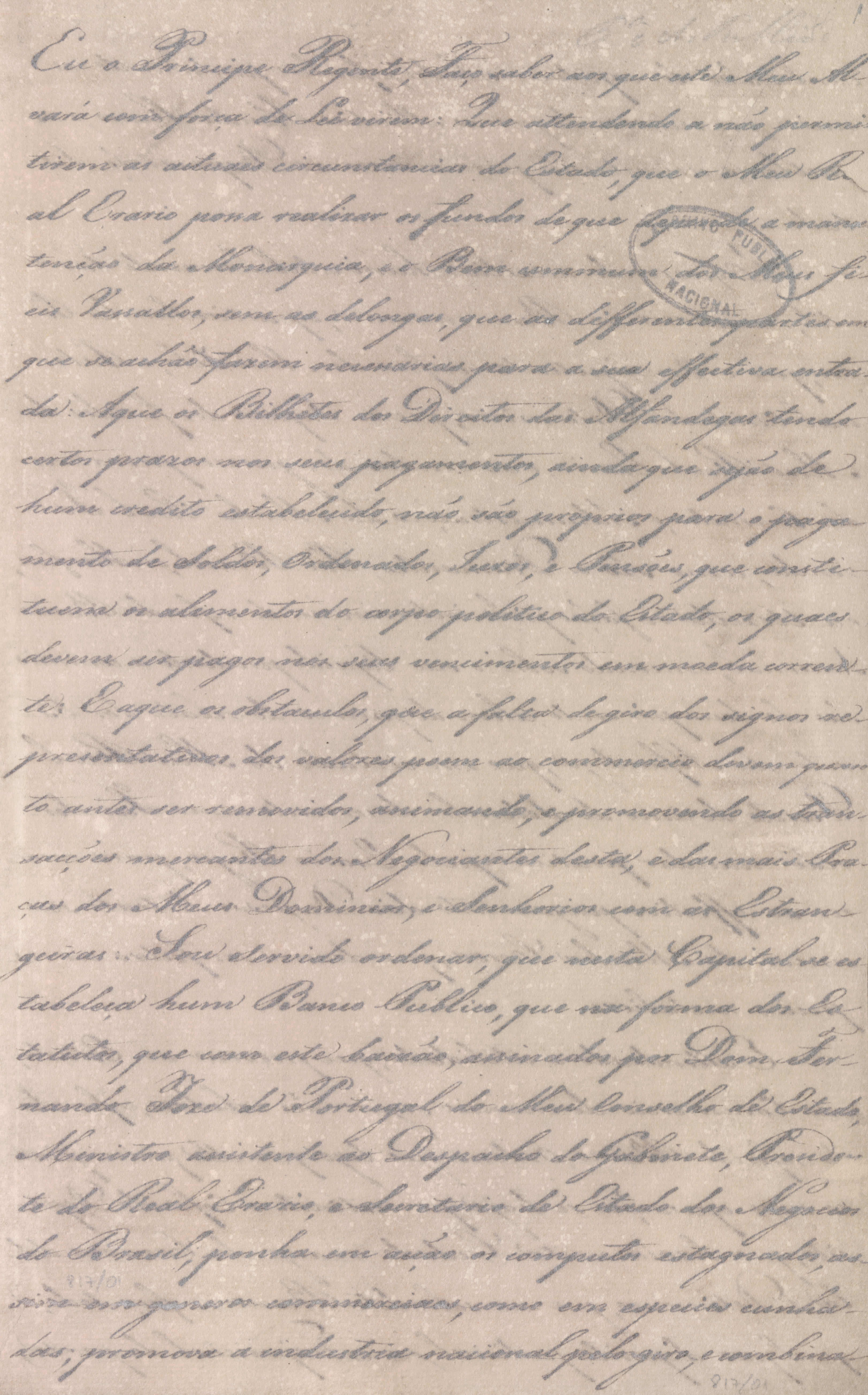
Первая страница документа об основании Банка Бразилии, Национальный архив Бразилии

Наследный принц Жуан (будущий король Жуан VI) основал банк 12 октября 1808 года с целью погашения государственного долга Португалии во время переезда португальского двора в Бразилию. Будучи смешанной компанией и находясь под государственным контролем, этот банк стал первым коммерческим банком Бразилии и первым финансовым агентом правительства. Банкротство фиксировалось всего дважды: в 1821 году, когда во время борьбы за независимость Бразилии король Жуан VI бежал из страны, забрав значительную часть активов банка, и в 1898 году.
В 1821—1964 годах Banco do Brasil выполнял различные функции: выпускал банкноты, обладал монополией на установление обменных курсов, а также исполнял функции национального казначейства. Позже часть этих функций передали Центральному банку Бразилии в 1964 году, а в 1987 году было образовано Национальное казначейство. С 1992 года банк является исключительно коммерческим: используя свои филиалы в разных странах и кредитные активы, он был преобразован и стал современным коммерческим банком, однако ради этого пришлось уволить несколько десятков тысяч сотрудников.
В связи с выделением финансов на реализацию некоторых программ федерального правительства Бразилии банк нёс финансовые убытки, однако смог вскоре выйти в плюс. В настоящее время он является одной из ключевых структур, используемых бразильским правительством для стабилизации рынка (предотвращение картелизаций, стабилизация кредитных активов в случае кризисов наподобие глобальной рецензии 2008 года). Banco do Brasil финансирует ряд общественных программ наподобие DRS (Устойчивое региональное развитие).
В ноябре 2013 года британский журнал The Banker признал Banco de Brasil лучшим бразильским банком.

## Банк в мире
Филиалы Banco do Brasil есть в ряде стран, в том числе в США (Вашингтон и Майами). Как правило, эти филиалы используются крупными компаниями с целью оказания услуг как постоянно проживающим в данных странах гражданам Бразилии, так и гражданам собственно данных стран. В настоящее время Banco do Brasil насчитывает более 44 точек обслуживания за рубежом, разделённых по разным уровням.
Офисы и дочерние предприятия Banco do Brasil
| - Вена - Луанда - Буэнос-Айрес - Ла-Пас - Лондон - Каракас - Гонконг - Мадрид - Рим - Джорджтаун - Шанхай - Мехико - Дубай | - Панама - Асунсьон - Сьюдад-дель-Эсте - Лима - Лиссабон - Сингапур - Вашингтон - Майами - Монтевидео - Париж - Сантьяго - Сеул - Токио |

## Бренд банка

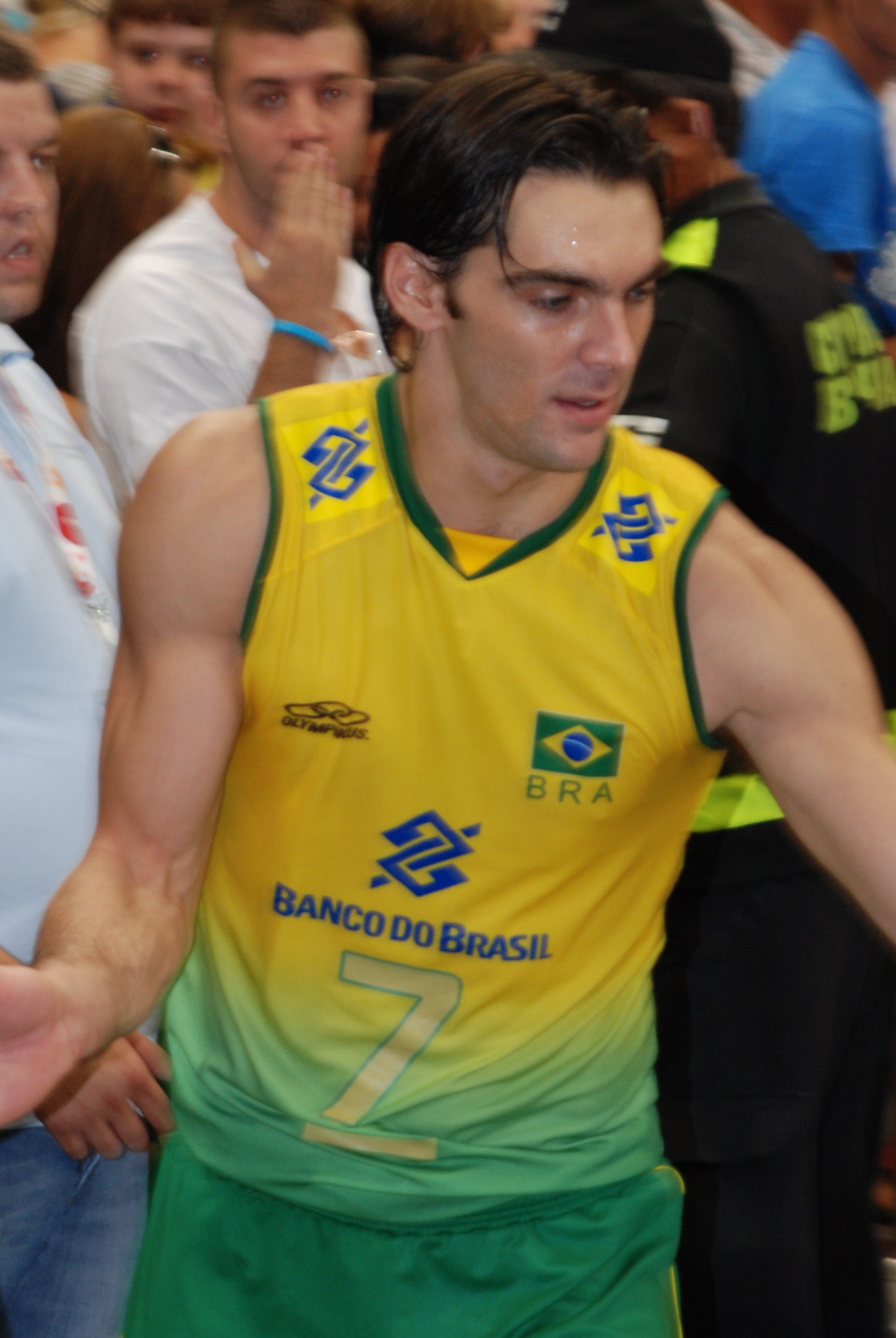
Волейболист Жиба

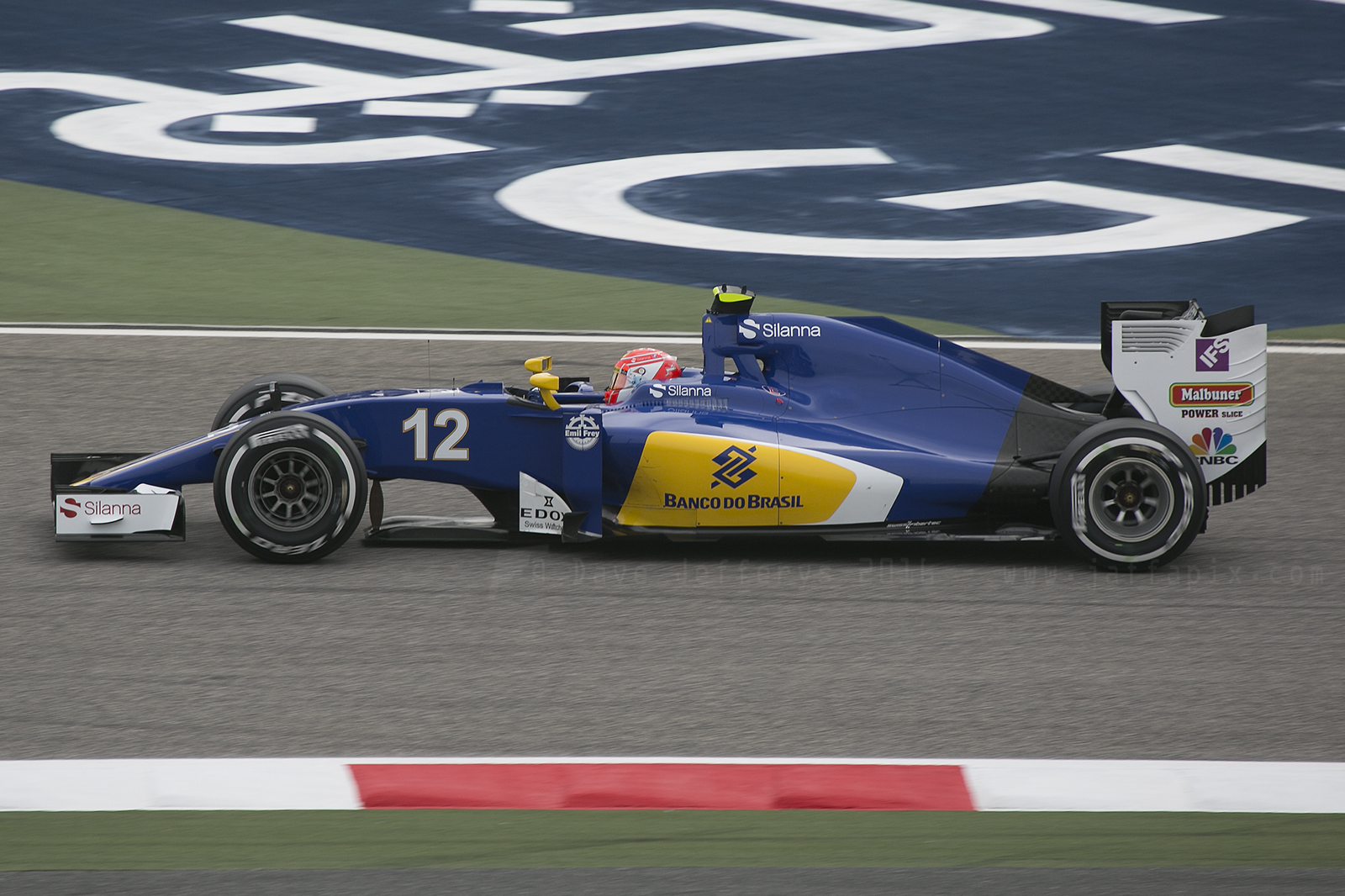
Логотип Banco do Brasil на болиде Sauber C35

В 1960-е годы был утверждён современный логотип Banco do Brasil с цветовой гаммой синего, серого и жёлтого цветов. С начала 1980-х годов банк занимается спонсированием соревнований по пляжному футболу, волейболу, теннису, настольному теннису, мини-футболу, парусному спорту и пляжному волейболу. Банк был в своё время официальным спонсором яхтсмена Роберта Шейдта и теннисиста Густаво Куэртена. В настоящее время он является спонсором национальных сборных Бразилии по пляжному футболу, волейболу и мини-футболу, спонсирует автогонщика Фелипе Насра и его команду «Заубер».
Культурный центр Банка Бразилии от имени Banco do Brasil занимается спонсированием культурных мероприятий, а Атлетическая ассоциация Банка Бразилии (порт. Associação Atlética Banco do Brasil) спонсирует спортивные соревнования среди любителей. В 2012 году первым лицом всемирной рекламной кампании банка стала Жизель Бюндхен.

## Экономика

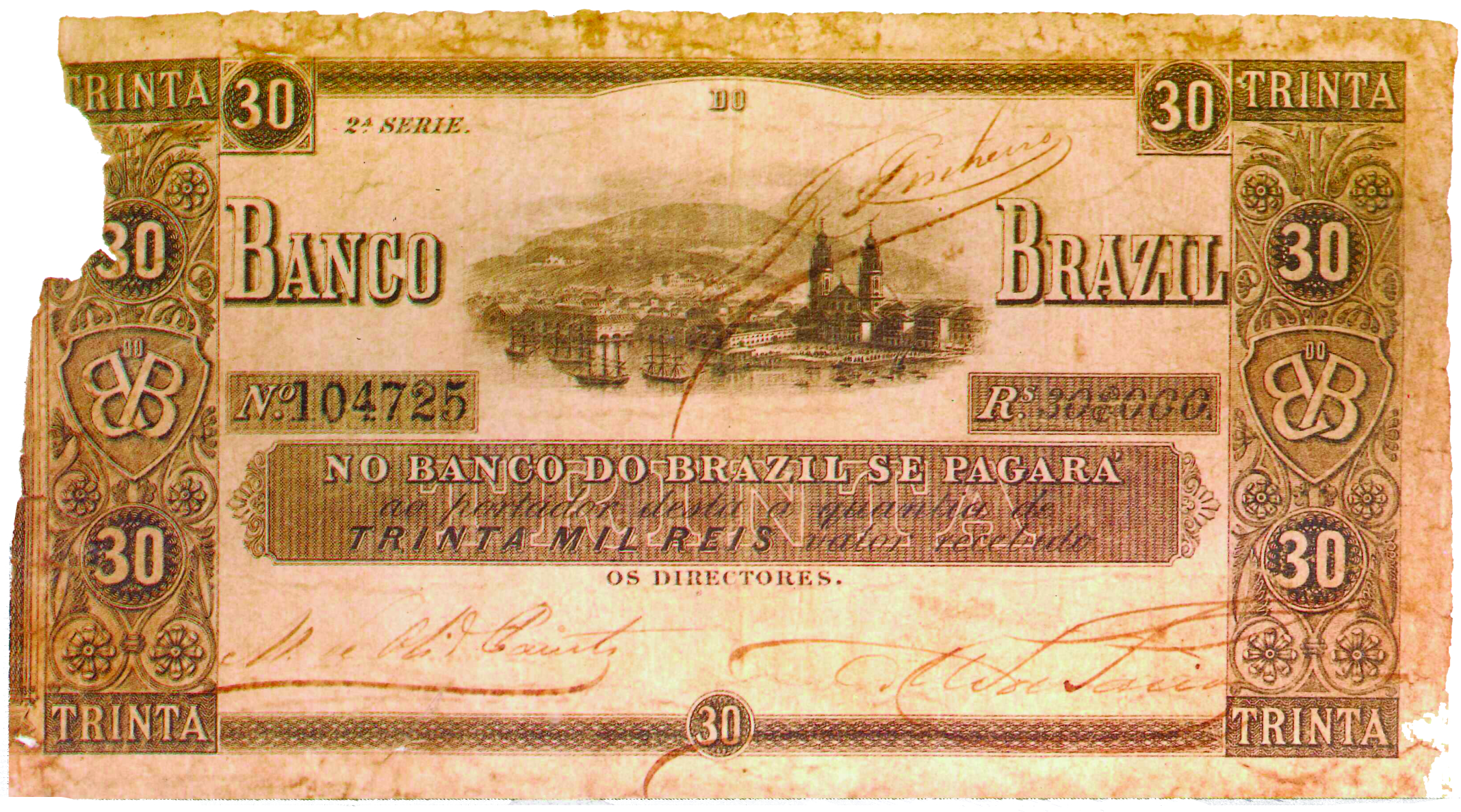
Билет в 30 мильрейсов, выпущенный банком в 1856 году

На 2020 год количество сотрудников составило 92 тыс., количество клиентов 62 млн. Банк имеет более 4368 отделений, а также 23 дочерние компании в 15 странах. Banco do Brasil является самым большим кредитором сельского хозяйства Бразилии. Из 1,7 трлн активов на конец 2020 года 742 млрд составили выданные кредиты, в том числе 283 млрд корпоративные, 229 млрд розничные, 192 млрд аграрные, 38 млрд зарубежные.
Основные подразделения:
- банковские операции — общий доход 147,7 млрд реалов;
- инвестиции в ценные бумаги — общий доход 0,7 млрд;
- управление фондами — общий доход 3 млрд;
- страхование и пенсии — общий доход 5,7 млрд;
- электронные платежи — общий доход 1,7 млрд.